# Rhopalomeces gracilis
Rhopalomeces gracilis là một loài bọ cánh cứng trong họ Cerambycidae.